# فرودگاه صحرایی ستبروئک
فرودگاه صحرایی ستبروئک (به انگلیسی: Hoevenen Airfield) (به زبان بومی: Vliegveld Hoevenen) یک فرودگاه است که یک باند فرود چمن دارد و طول باند آن ۵۸۵ متر است. این فرودگاه در شهر ستبروئک کشور بلژیک قرار دارد و در ارتفاع ۳ متری از سطح دریا واقع شده‌است.